# Verneuil-en-Halatte
Verneuil-en-Halatte – miejscowość i gmina we Francji, w regionie Hauts-de-France, w departamencie Oise.
Według danych na rok 1990 gminę zamieszkiwały 3614 osoby, a gęstość zaludnienia wynosiła 162 osoby/km² (wśród 2293 gmin Pikardii Verneuil-en-Halatte plasuje się na 56. miejscu pod względem liczby ludności, natomiast pod względem powierzchni na miejscu 61.).